# Нітела струнка
Ніте́ла струнка́ (Nitella gracilis) — прісноводна водорість родини харових (Characeae).

## Поширення
Космополітичний прісноводний вид. Трапляється на всіх материках, але всюди спорадично. В Україні відомо кілька популяцій у Волинській, Житомирській, Львівській, Харківській та Херсонській областях.

## Опис
Тонка рослина до 20 см заввишки. Стебла до 0,5 мм в діаметрі. Гілочки розділені на 2 або 3. Кінцеві сегменти (промені) 2-3-клітинні. Вид однодомний. Оогонії маленькі, шириною до 450 мкм і довжиною 400 мкм. Ооспора темно-коричневого кольору і має гранульовану мембрану. Антеридії 200-300 мкм в діаметрі.

## Екологія
Прісноводний вид. Трапляється у водоймах різного типу. Росте переважно на мілководді. Трапляється невеликими групами, може утворювати суцільні зарості. Ооспори виявлені із серпня по жовтень.

## Охорона
Вид занесений до Червоної книги України зі статусом «Вразливий». Спеціальних природоохоронних територій в Україні не створено.